# Força Quds
A Força Quds (também Força Ghods; em persa نیروی قدس, translit. Niru-ye Ghods, ou seja  "a Força de Jerusalem" ) fundada cerca de  1980, é uma unidade especial do Exército dos Guardiães da Revolução Islâmica do Irã. A Federation of American Scientists (Federação de Cientistas Americanos), num documento de 1998, afirmou que a missão primária da Força Quds é de organizar, treinar, equipar e financiar movimentos revolucionários islâmicos estrangeiros, e que a Força seria responsável pela construção e manutenção de contatos com organizações militantes islâmicas clandestinas (ou não) por todo o mundo islâmico. tais como o Hezbollah no Líbano, o Hamas, a  Jihad Islâmica da Palestina na Faixa de Gaza e na Cisjordânia, os Houthis no Iémen, e as milícias xiitas no Iraque, Síria e Afeganistão.
A Força Quds responde diretamente ao Líder Supremo do Irã, o aiatolá Ali Khamenei. Foi comandada, de 1998 a 2020, pelo major-general Qasem Soleimani‎. Em 2013 as suas forças foram estimadas entre 10 mil a 20 mil homens.